# Maison natale Dominique-Jean Larrey
La maison natale Dominique-Jean Larrey ou musée Larrey est un musée situé dans la commune de Beaudéan dans le Hautes-Pyrénées, en France.
Dominique-Jean Larrey, médecin militaire connu notamment pour avoir développé l'assistance aux blessés directement sur le champ de bataille, y est né et y passe les premières années de sa vie,.
La maison natale Dominique-Jean Larrey, propriété de la ville de Baudéan, est labellisée « Maisons des Illustres » en 2014,.